# Okręg wyborczy nr 11 do Parlamentu Europejskiego w Polsce
Okręg wyborczy nr 11 do Parlamentu Europejskiego w Polsce – okręg wyborczy obejmujący teren województwa śląskiego, z siedzibą okręgowej komisji wyborczej w Katowicach.

## Wyniki wyborów
| Podział 8 mandatów: SLD–UP: 1 SDPL: 1 UW: 1 PO: 3 PiS: 1 LPR: 1 |

| Podział 6 mandatów: SLD–UP: 1 PO: 4 PiS: 1 |

| Podział 7 mandatów: SLD–UP: 1 PO: 3 PiS: 2 NP–JKM: 1 |

| Podział 7 mandatów: WIOSNA: 1 KE: 3 PiS: 3 |

| Podział 6 mandatów: KO: 3 PiS: 2 KWiN: 1 |

## Reprezentanci okręgu
| PE   | Rok  | Poseł KW           | Poseł KW                     | Poseł KW            | Poseł KW         | Poseł KW          | Poseł KW           | Poseł KW | Poseł KW                        | Poseł KW | Poseł KW          | Poseł KW               | Poseł KW                         | Poseł KW | Poseł KW          | Poseł KW | Poseł KW           |
| ---- | ---- | ------------------ | ---------------------------- | ------------------- | ---------------- | ----------------- | ------------------ | -------- | ------------------------------- | -------- | ----------------- | ---------------------- | -------------------------------- | -------- | ----------------- | -------- | ------------------ |
| VI   | 2004 |                    | J. Buzek PO (2004) KE (2019) |                     | A. Gierek SLD–UP |                   | M. Giertych LPR    |          | J. Olbrycht PO (2004) KE (2019) |          | W. Roszkowski PiS |                        | M. Handzlik PO                   |          | G. Grabowska SdPL |          | G. Staniszewska UW |
| VII  | 2009 |                    | J. Buzek PO (2004) KE (2019) | B. Marcinkiewicz PO | A. Gierek SLD–UP | M. Migalski PiS   | —                  | —        | J. Olbrycht PO (2004) KE (2019) | —        | —                 |                        | M. Handzlik PO                   |          |                   |          |                    |
| VIII | 2014 |                    | J. Buzek PO (2004) KE (2019) | B. Piecha PiS       | A. Gierek SLD–UP | J. Wiśniewska PiS | M. Plura PO        |          | J. Olbrycht PO (2004) KE (2019) | —        | —                 | J. Korwin-Mikke NP–JKM |                                  |          |                   |          |                    |
| VIII | 2018 | D. Sośnierz NP–JKM | J. Buzek PO (2004) KE (2019) | B. Piecha PiS       | A. Gierek SLD–UP | J. Wiśniewska PiS | M. Plura PO        |          | J. Olbrycht PO (2004) KE (2019) | —        | —                 |                        |                                  |          |                   |          |                    |
| IX   | 2019 |                    | J. Buzek PO (2004) KE (2019) |                     | M. Balt KE       | J. Wiśniewska PiS | G. Tobiszowski PiS |          | J. Olbrycht PO (2004) KE (2019) | —        | —                 |                        | Ł. Kohut Wiosna (2019) KO (2024) |          | I. Kloc PiS       |          |                    |
| X    | 2024 |                    | B. Budka KO                  |                     | M. Nykiel KO     | J. Wiśniewska PiS | P. Jaki PiS        |          | M. Sypniewski Konfederacja      | —        | —                 |                        | Ł. Kohut Wiosna (2019) KO (2024) | —        | —                 |          |                    |

### Wybory do Parlamentu Europejskiego 2004
| Komitet wyborczy                                      | Komitet wyborczy                                                      | Głosów  | %     | Mandaty | Wybrani posłowie                               |
| ----------------------------------------------------- | --------------------------------------------------------------------- | ------- | ----- | ------- | ---------------------------------------------- |
|                                                       | Platforma Obywatelska RP                                              | 274 985 | 36,01 | 3       | Jerzy Buzek, Jan Olbrycht, Małgorzata Handzlik |
|                                                       | KKW Sojusz Lewicy Demokratycznej – Unia Pracy                         | 96 045  | 12,58 | 1       | Adam Gierek                                    |
|                                                       | Liga Polskich Rodzin                                                  | 92 326  | 12,09 | 1       | Maciej Giertych                                |
|                                                       | Prawo i Sprawiedliwość                                                | 72 571  | 9,50  | 1       | Wojciech Roszkowski                            |
|                                                       | Samoobrona Rzeczpospolitej Polskiej                                   | 49 013  | 6,42  | –       |                                                |
|                                                       | Unia Wolności                                                         | 41 888  | 5,49  | 1       | Grażyna Staniszewska                           |
|                                                       | KWW Socjaldemokracji Polskiej                                         | 41 052  | 5,38  | 1       | Genowefa Grabowska                             |
|                                                       | Polskie Stronnictwo Ludowe                                            | 23 449  | 3,07  | –       |                                                |
|                                                       | Inicjatywa dla Polski                                                 | 17 288  | 2,26  | –       |                                                |
|                                                       | Antyklerykalna Partia Postępu „Racja”                                 | 10 620  | 1,39  | –       |                                                |
|                                                       | KWW Konfederacja Ruch Obrony Bezrobotnych                             | 10 054  | 1,32  | –       |                                                |
|                                                       | Unia Polityki Realnej                                                 | 8540    | 1,12  | –       |                                                |
|                                                       | Narodowy KWW                                                          | 7271    | 0,95  | –       |                                                |
|                                                       | Zieloni 2004                                                          | 6612    | 0,87  | –       |                                                |
|                                                       | Polska Partia Pracy                                                   | 4917    | 0,64  | –       |                                                |
|                                                       | KKW Krajowa Partia Emerytów i Rencistów – Partia Ludowo-Demokratyczna | 4387    | 0,57  | –       |                                                |
|                                                       | KWW – Ogólnopolski Komitet Obywatelski „OKO”                          | 2599    | 0,34  | –       |                                                |
| Frekwencja: 20,83% Źródło: Państwowa Komisja Wyborcza |                                                                       |         |       |         |                                                |

### Wybory do Parlamentu Europejskiego 2009
| Komitet wyborczy                                      | Komitet wyborczy                                                       | Głosów  | %     | Mandaty | Wybrani posłowie                                                     |
| ----------------------------------------------------- | ---------------------------------------------------------------------- | ------- | ----- | ------- | -------------------------------------------------------------------- |
|                                                       | Platforma Obywatelska RP                                               | 523 602 | 56,17 | 4       | Jerzy Buzek, Jan Olbrycht, Małgorzata Handzlik, Bogdan Marcinkiewicz |
|                                                       | Prawo i Sprawiedliwość                                                 | 207 429 | 22,25 | 1       | Marek Migalski                                                       |
|                                                       | KKW Sojusz Lewicy Demokratycznej – Unia Pracy                          | 117 884 | 12,65 | 1       | Adam Gierek                                                          |
|                                                       | Polskie Stronnictwo Ludowe                                             | 23 566  | 2,53  | –       |                                                                      |
|                                                       | KKW Porozumienie dla Przyszłości – CentroLewica (PD+SDPL+Zieloni 2004) | 16 351  | 1,75  | –       |                                                                      |
|                                                       | Prawica Rzeczypospolitej                                               | 12 447  | 1,34  | –       |                                                                      |
|                                                       | Unia Polityki Realnej                                                  | 8155    | 0,87  | –       |                                                                      |
|                                                       | Samoobrona Rzeczpospolitej Polskiej                                    | 7665    | 0,82  | –       |                                                                      |
|                                                       | Polska Partia Pracy                                                    | 7651    | 0,82  | –       |                                                                      |
|                                                       | Libertas                                                               | 5906    | 0,63  | –       |                                                                      |
|                                                       | KKW Naprzód Polsko-Piast                                               | 1537    | 0,16  | –       |                                                                      |
| Frekwencja: 25,26% Źródło: Państwowa Komisja Wyborcza |                                                                        |         |       |         |                                                                      |

### Wybory do Parlamentu Europejskiego 2014
| Komitet wyborczy                                      | Komitet wyborczy                              | Głosów  | %     | Mandaty | Wybrani posłowie                       |
| ----------------------------------------------------- | --------------------------------------------- | ------- | ----- | ------- | -------------------------------------- |
|                                                       | Platforma Obywatelska RP                      | 337 478 | 39,82 | 3       | Jerzy Buzek, Jan Olbrycht, Marek Plura |
|                                                       | Prawo i Sprawiedliwość                        | 234 515 | 27,67 | 2       | Bolesław Piecha, Jadwiga Wiśniewska    |
|                                                       | KKW Sojusz Lewicy Demokratycznej – Unia Pracy | 79 543  | 9,39  | 1       | Adam Gierek                            |
|                                                       | Nowa Prawica – Janusza Korwin-Mikke           | 73 573  | 8,68  | 1       | Janusz Korwin-Mikke Dobromir Sośnierz  |
|                                                       | KKW Europa Plus Twój Ruch                     | 31 922  | 3,77  | –       |                                        |
|                                                       | Solidarna Polska Zbigniewa Ziobro             | 31 371  | 3,70  | –       |                                        |
|                                                       | Polska Razem Jarosława Gowina                 | 23 054  | 2,72  | –       |                                        |
|                                                       | Polskie Stronnictwo Ludowe                    | 18 480  | 2,18  | –       |                                        |
|                                                       | KWW Ruch Narodowy                             | 9482    | 1,12  | –       |                                        |
|                                                       | Partia Zieloni                                | 4757    | 0,56  | –       |                                        |
|                                                       | Demokracja Bezpośrednia                       | 3244    | 0,38  | –       |                                        |
| Frekwencja: 23,75% Źródło: Państwowa Komisja Wyborcza |                                               |         |       |         |                                        |

### Wybory do Parlamentu Europejskiego 2019
| Komitet wyborczy                                      | Komitet wyborczy                                 | Głosów  | %     | Mandaty | Wybrani posłowie                                       |
| ----------------------------------------------------- | ------------------------------------------------ | ------- | ----- | ------- | ------------------------------------------------------ |
|                                                       | Prawo i Sprawiedliwość                           | 691 641 | 43,25 | 3       | Jadwiga Wiśniewska, Izabela Kloc, Grzegorz Tobiszowski |
|                                                       | KKW Koalicja Europejska PO PSL SLD .N Zieloni    | 643 567 | 40,24 | 3       | Jerzy Buzek, Jan Olbrycht, Marek Balt                  |
|                                                       | Wiosna Roberta Biedronia                         | 93 120  | 5,82  | 1       | Łukasz Kohut                                           |
|                                                       | KWW Konfederacja KORWiN Braun Liroy Narodowcy    | 73 761  | 4,61  | –       |                                                        |
|                                                       | KWW Kukiz’15                                     | 60 812  | 3,80  | –       |                                                        |
|                                                       | KKW Lewica Razem – Partia Razem, Unia Pracy, RSS | 18 813  | 1,18  | –       |                                                        |
|                                                       | KWW Polska Fair Play Bezpartyjni Gwiazdowski     | 17 617  | 1,10  | –       |                                                        |
| Frekwencja: 45,86% Źródło: Państwowa Komisja Wyborcza |                                                  |         |       |         |                                                        |

### Wybory do Parlamentu Europejskiego 2024
| Komitet wyborczy                                      | Komitet wyborczy                                                           | Głosów  | %     | Mandaty | Wybrani posłowie                            |
| ----------------------------------------------------- | -------------------------------------------------------------------------- | ------- | ----- | ------- | ------------------------------------------- |
|                                                       | KKW Koalicja Obywatelska                                                   | 551 782 | 41,42 | 3       | Borys Budka, Łukasz Kohut, Mirosława Nykiel |
|                                                       | Prawo i Sprawiedliwość                                                     | 485 505 | 36,45 | 2       | Patryk Jaki, Jadwiga Wiśniewska             |
|                                                       | Konfederacja Wolność i Niepodległość                                       | 135 195 | 10,15 | 1       | Marcin Sypniewski                           |
|                                                       | KKW Trzecia Droga Polska 2050 Szymona Hołowni – Polskie Stronnictwo Ludowe | 74 125  | 5,56  | –       |                                             |
|                                                       | KKW Lewica                                                                 | 61 653  | 4,63  | –       |                                             |
|                                                       | KWW Bezpartyjni Samorządowcy – Normalna Polska w Normalnej Europie         | 9359    | 0,70  | –       |                                             |
|                                                       | Normalny Kraj                                                              | 6248    | 0,47  | –       |                                             |
|                                                       | Ruch Naprawy Polski                                                        | 3311    | 0,25  | –       |                                             |
|                                                       | PolEXIT                                                                    | 2861    | 0,21  | –       |                                             |
|                                                       | Polska Liberalna Strajk Przedsiębiorców                                    | 2082    | 0,16  | –       |                                             |
| Frekwencja: 40,31% Źródło: Państwowa Komisja Wyborcza |                                                                            |         |       |         |                                             |